# Ptenomela giovannii
Ptenomela giovannii är en skalbaggsart som beskrevs av Soula 2002. Ptenomela giovannii ingår i släktet Ptenomela och familjen Rutelidae. Inga underarter finns listade i Catalogue of Life.